# Kärrsvartspindel
Kärrsvartspindel (Drassyllus lutetianus) är en spindelart som först beskrevs av Ludwig Carl Christian Koch 1866.  Kärrsvartspindel ingår i släktet Drassyllus och familjen plattbuksspindlar. Arten är reproducerande i Sverige. Inga underarter finns listade i Catalogue of Life.